# Эдвалль, Аллан
Юхан Аллан Эдвалль (швед. Johan Allan Edwall; 25 августа 1924, Rödön, Швеция — 7 февраля 1997, Стокгольм) — шведский актёр, певец, композитор, кинорежиссёр.
Учился в Королевской школе драматического театра в Стокгольме с 1949 по 1952 годы. Был владельцем театра «Brunnsgatan 4» в Стокгольме — со дня его основания (в 1986 году) и вплоть до своей смерти.
Наиболее известные кинороли — в фильмах Ингмара Бергмана «Фанни и Александр» (отец) и Андрея Тарковского «Жертвоприношение» (почтальон Отто). Играл в нескольких экранизациях сказок Астрид Лингрен.
Умер от рака простаты. Его сын — фотограф Маттиас Эдвалль.

## Дискография
- 1979 Grovdoppa
- 1981 Färdknäpp
- 1982 Gnällspik
- 1982 Ramsor om dom och oss
- 1984 Vetahuteri
- 1991 Edwalls blandning
- 2005 Aftonro (посмертно)
- 2002 Den lilla bäcken - Allans bästa (посмертно)
- 2005 Alla Allans visor (посмертно)
- 2005 Allans allra bästa (посмертно)

## Фильмография
- 1955 — «Дикие птицы» / Vildfåglar, реж. Альф Шёберг
- 1960 — «Око дьявола», реж. И. Бергман
- 1960 — «Девичий источник», реж. И. Бергман
- 1962 — «Причастие», реж. И. Бергман
- 1964 — «Обо всех этих женщинах», реж. И. Бергман
- 1965 — «Мой дом – Копакабана», реж. Арне Саксдорф
- 1971 — «Эмигранты», реж. Я. Труэль
- 1972 — «Поселенцы», реж. Я. Труэль
- 1982 — «Фанни и Александр», реж. И. Бергман
- 1984 — «Роня, дочь разбойника»
- 1986 — «Жертвоприношение», реж. А. А. Тарковский